# Cártama
Cártama település Spanyolországban, Málaga tartományban. Cártama Málaga, Álora, Alhaurín el Grande, Alhaurín de la Torre, Almogía, Coín, Pizarra és Casarabonela községekkel határos. Lakosainak száma 28 934 fő (2024).

## Népesség
A település népessége az elmúlt években az alábbi módon változott:
| Lakosok száma | 13 483 | 15 524 | 18 865 | 21 313 | 23 664 | 24 328 | 25 317 | 26 259 | 27 712 | 28 934 |
|               | 2001   | 2004   | 2007   | 2009   | 2012   | 2014   | 2017   | 2019   | 2022   | 2024   |